# Rhizopulvinaria zygophylli
Rhizopulvinaria zygophylli är en insektsart som beskrevs av Bazarov och Shmelev 1975. Rhizopulvinaria zygophylli ingår i släktet Rhizopulvinaria och familjen skålsköldlöss. Inga underarter finns listade i Catalogue of Life.